# Dragonlance
(da I fratelli in armi)

Logo di Dragonlance

Dragonlance è un universo immaginario, creato da Laura e Tracy Hickman ed espanso da Tracy Hickman e Margaret Weis per la TSR in una serie di romanzi fantasy, a cui è affiancata l'omonima ambientazione per il gioco di ruolo fantasy Dungeons & Dragons.
Parte dei romanzi del ciclo sono stati pubblicati in Italia dalla Armenia Edizioni a partire dal 1988.

## Il Mondo

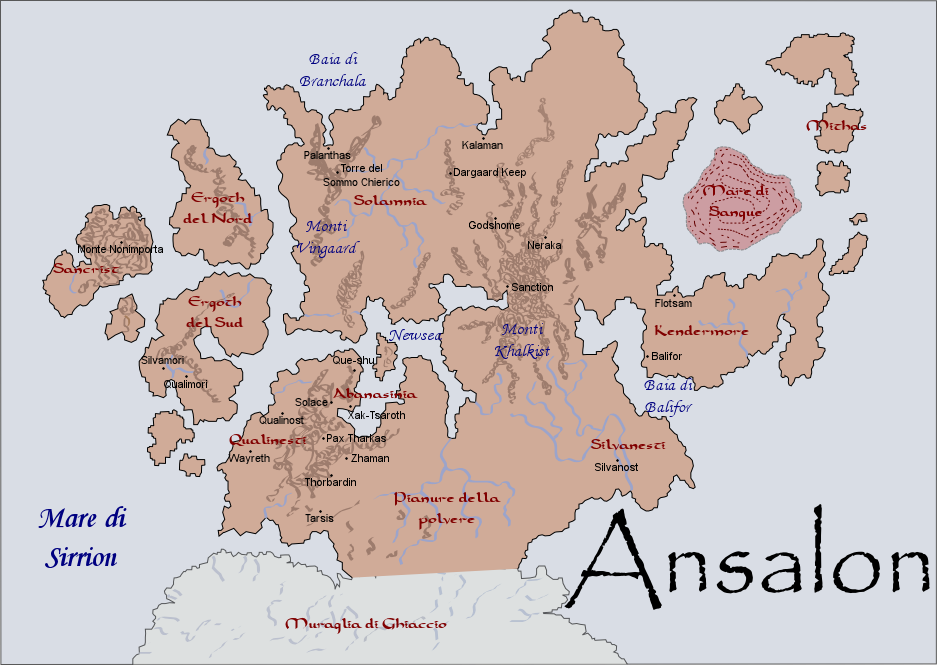
Il continente di Ansalon

L'universo di Dragonlance è descritto in dozzine di libri e romanzi. L'ambientazione comprende numerosi personaggi e una dettagliata cronologia e geografica.

### Krynn
Dragonlance è incentrato sul mondo Krynn, in particolare nelle varie regioni del piccolo continente di Ansalon, dove la maggior parte dei romanzi si svolgono, eccettuati alcuni ambientati nel continente di Taladas a nord est di Ansalon. Le divinità principali del pantheon celeste, sono il dio buono Paladine, la divinità neutrale Gilean, e il male impersonato da Takhisis (chiamata anche Regina delle Tenebre). Alle divinità si oppone il Chaos, che cerca di distruggere Krynn. A seconda del periodo temporale i malvagi draghi cromatici e i buoni draghi metallici possono essere rari o diffusi. Gli esseri umani sono la razza umanoide più comune su Krynn, ma sono diffusi anche elfi, nani, kender, gnomi e minotauri. I chierici devono i loro poteri magici ai loro dei, mentre i maghi traggono il loro potere dalle tre divinità lunari Solinari, Lunitari e Nuitari. Hickman nel passato si era recato a Giava come missionario mormone e usò l'indonesiano per i nomi degli incantesimi di Dragonlance. Spesso nelle guerre di Krynn vengono impiegati eserciti di dragonici, umanoidi rettiloidi creati dalla corruzione delle uova di drago, dalle uova di un drago buono si creano draconici malvagi e viceversa.
La lotta tra il bene e il male si riflette sui popoli di Krynn culminando in varie guerre dall'esito a volte inaspettato. Quando il Bene pare trionfare incontrastato, gli dei infliggono ai mortali una serie di calamità naturali riassunte nell'evento del Cataclisma. Un meteorite si schianta sulla capitale dell'impero di Istar e sconvolge radicalmente il clima e la fisionomia delle terre. In un'altra Era, agli dei si oppone Chaos, la cui forza dirompente travolge in modo irreversibile la natura dei mortali e quella delle divinità.
La magia, generata per errore da Chaos, assume il significato di dono per alcune persone. Saperla utilizzare equivale a conoscere i segreti che solo l'Ordine dell'Alta Stregoneria custodisce e della quale fanno parte solo gli uomini e le donne che si sottopongono alla Prova delle Lune. Quest'ultima sancisce la fedeltà degli adepti all'Ordine di una delle tre Vesti, corrispondenti al dogma di una delle tre Lune, e consente far parte di un collegio di maghi unico su Krynn. Negli schieramenti del Bene possiamo trovare cavalieri ligi al dovere e all'onore, il cui riferimento si ritrova nel cosiddetto "il Codice e la Misura", ricettario delle regole e degli obblighi di un vero paladino. Gli elfi, suddivisi in varie razze, sono generalmente di allineamento buono, escluso ad esempio Dalamar, mago oscuro, apprendista di Raistlin Majere. Nelle schiere del male della dea oscura Takhisis appaiono orde di mercenari e di grandi guerrieri come Kitiara Uth Matar e il suo esercito di draconici. Nati dalla corruzione delle uova dei draghi buoni, le creature draconiche sono le unità militari più utilizzate nella guerra delle lance. Nelle ere successive appariranno anche dei nuovi guerrieri, detti Cavalieri di Takhisis che, seguendo anche loro un proprio codice di onore, operano per conquistare il mondo e governarlo con ordine e disciplina.

## Le Ere
La storia del mondo di Krynn è divisa in cinque epoche distinte. La prima era è al tempo della creazione, quando le divinità nascono e Krynn viene formato. L'Era dei sogni, la seconda era, è caratterizzata da una rapida crescita delle prime grandi civiltà del mondo e la comparsa di una miriade di nuove razze. Quest'epoca è segnata anche da tre grandi conflitti tra i draghi e i loro alleati. A seguito della Terza Guerra dei Draghi, nell'Era della Forza, il Cataclisma cancella il grande impero di Istar e modifica quasi tutta la superficie di Krynn. I 300 anni che seguono questo evento sono caratterizzati da una crescente depressione tra le civiltà e un allontanamento dalla fede negli dèi, in quella che viene chiamata l'Età della Disperazione. Questo periodo segnerà poi l'inizio della Guerra delle Lance.
I moduli di Dungeons & Dragons furono inizialmente ambientati nell'età della disperazione. Solo dal febbraio 2009, vennero incluse nel gioco anche le ere successive.

## Personaggi

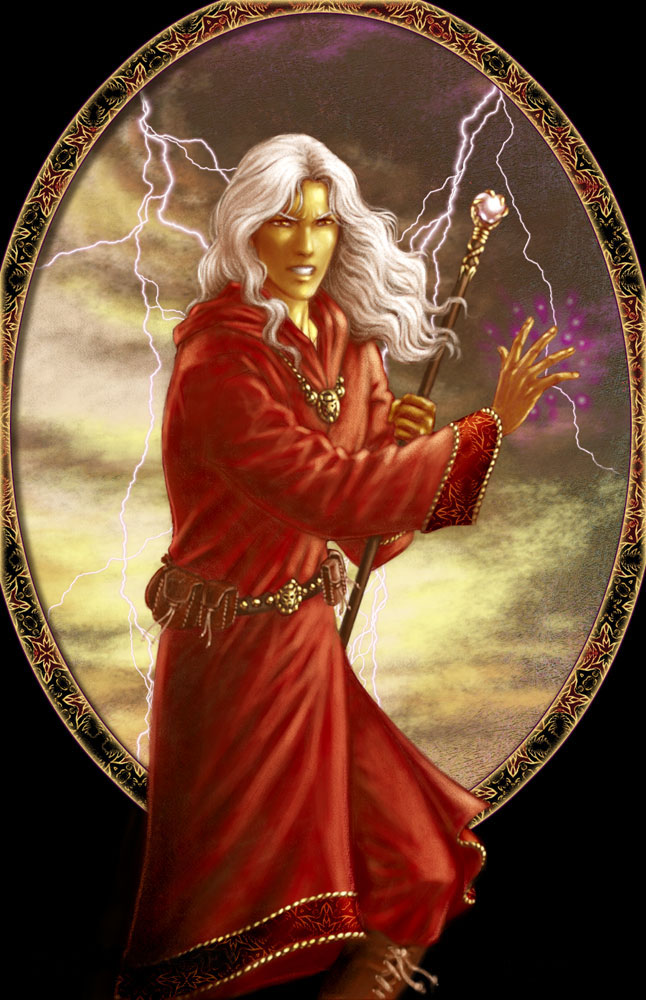
Raistlin Majere, uno dei personaggi della saga

Gli "Eroi delle Lance", creati da Weis e Hickman, sono i protagonisti della più popolare trilogia della saga, le Cronache, i cui primi libri hanno di fatto dato le basi all'intero universo di Dragonlance. Nei libri d'esordio viene presentata una compagnia di amici e di avventurieri, sul classico modello di gioco D&D. Tra i nomi più importanti figurano Tanis Mezzelfo, Raistlin Majere, Sturm Brightblade, Caramon Majere, Laurana, Goldmoon, Flint Fireforge, Riverwind e Tasslehoff Burrfoot.
Per caratterizzare ciascun personaggio in modo diverso e originale, Hickman e i suoi collaboratori decisero di impersonarli durante una seduta di gioco di Dungeons & Dragons tenuta nell'appartamento di Hickman. Hickman chiese all'autore di giochi Terry Phillips che personaggio avrebbe voluto interpretare e Phillips decise di indossare le vesti del mago Raistlin Majere. Secondo Hickman, quando Phillips gli rispose "il mondo di Krynn è cambiato per sempre", "la voce roca, il sarcasmo e l'amarezza del personaggio, utilizzati con il solo obiettivo di mascherare un'arroganza e un potere che non aveva bisogno di svelare, improvvisamente divennero reali. Tutti i presenti nella stanza erano sia affascinati che terrificati. Ancora oggi Margaret [Weis] giura che Terry indossò la veste nera quella notte.".
Anche altri eroi delle Lance furono impersonati. Gli autori Gary e Janet Pack giocarono rispettivamente nei panni di Tanis Mezzelfo e del kender Tasslehoff Burrfoot. Douglas Niles giocò il nano Flint Fireforge, il dipendente della TSR Harold Johnson impersonò il cavaliere Solamnico Sturm Brightblade. A Weis toccò la parte di Fizban il Falovoloso. Inizialmente, Margaret Weis ebbe problemi a raffigurare il personaggio di Tanis nei romanzi, ma quando Tracy Hickman le disse: "Lui è James T. Kirk della nave stellare Enterprise" Margaret trovò l'ispirazione per tracciare il suo carattere. Altri antagonisti degni di nota, e, a volte protagonisti, sono il Cavaliere Oscuro, Lord Soth, e la guerriera Kitiara Uth Matar, la sorellastra di Raistlin e Caramon, e leader di uno degli eserciti della malvagia Takhisis. Secondo Hickman, Lord Soth è stato il personaggio più imprevedibile da scrivere: "Ogni volta che il personaggio ha fatto una comparsa in uno dei nostri libri, ha sempre provato a scappare via con tutta la storia."

## Storia editoriale

### Origini e creazione

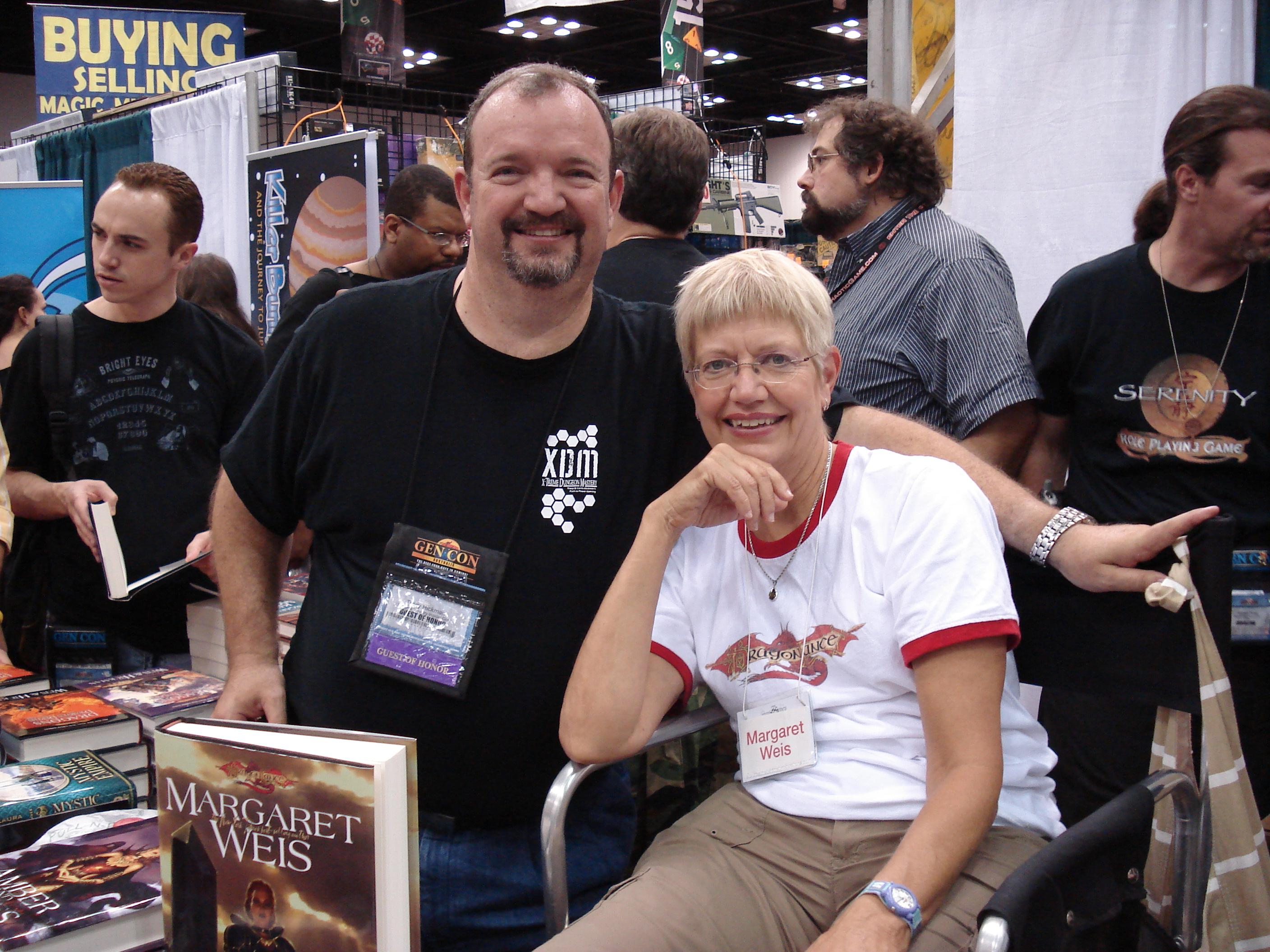
Tracy Hickman e Margaret Weis al Gen Con del 2008

Nonostante circoli la leggenda secondo cui Dragonlance abbia avuto origine da una campagna di gioco di ruolo per Dungeons & Dragons a cui avevano partecipato gli autori, la realtà è diversa. Dragonlance nasce infatti come un progetto della TSR che prevedeva la creazione di un'ambientazione per Dungeons & Dragons suddivisa in moduli di gioco.
Hickman, insieme alla moglie Laura, scrisse e autopubblicò alcuni moduli per Dungeons & Dragons, per esempio Rahasia (1979) e Pharaoh (1980). Mike Gray impressionato da uno di questi moduli organizzò un colloquio di lavoro per Hickman alla sede della TSR. Nel marzo 1981, mentre si recava dallo Utah al Wisconsin per iniziare a lavorare per la TSR, Hickman e la moglie discussero due idee che avevano da diversi anni, un intero mondo che supportasse una linea narrativa e quella di un mondo dominato dai draghi, concependo così l'idea iniziale di Dragonlance.
Hickman propose inizialmente una campagna di dodici moduli, ognuno incentrato su un diverso tipo di drago e l'idea fu ben accolta dal dipartimento marketing della TSR e Harold Johnson suggerì a Hickman di raccogliere supporto anche dagli altri dipartimenti della TSR. Hickman raccolse altri autori della TSR in un gruppo non ufficiale chiamato "Project Overlord", che oltre a Johnson comprese tra gli altri Jeff Grubb (autore di alcune campagne le cui idee confluirono nel progetto Dragonlance e principale artefice del suo complesso pantheon), Michael Williams (autore delle poesie di tutto il primo ciclo di Dragonlance), Larry Elmore (che disegnò le prime bozze grafiche per proporre il progetto ai dirigenti della compagnia), Gali Sanchez, Gary Spiegle e Carl Smith. Successivamente si aggiunsero i contributi di Douglas Niles (scrittore di molti dei 14 moduli originari e di molto del materiale di Dragonlance successivo), Michael Dobson, Terry Phillips (co-creatore del personaggio di Raistlin), Bruce Nesmith e Roger E. Moore (famoso creatore di avventure della TSR, e co-creatore della razza dei kender, peculiare della sola campagna di Dragonlance), oltre naturalmente alla stessa Laura Hickman.
L'idea di pubblicare una serie di romanzi collegati ai moduli di avventura fu inizialmente accolta con riluttanza dalla TSR, che comunque decise di assumere uno scrittore per scrivere i romanzi. Il gruppo di sviluppo fu però deluso dalle prime bozze e Mike Gray suggerì che fossero invece Tracy Hickman e Margaret Weis a scrivere i romanzi, che in un fine settimana scrissero cinque capitoli che furono proposti a Jean Black, capodipartimento del settore libri della TSR. Black entusiasta del loro lavoro li scelse per scrivere quella che sarebbe diventata la trilogia delle Le cronache di Dragonlance, licenziando lo scrittore precedentemente assunto. Responsabili della creazione grafica di Dragonlance sono i quattro artisti Larry Elmore, Keith Parkinson, Clyde Caldwell e Jeff Easley.
I draghi del crepuscolo d'autunno (Dragons of Autumn Twilight), il primo romanzo della trilogia fu pubblicato nel 1984 e fu il primo romanzo della TSR a essere anticipato ai recensori prima della pubblicazione. L'ambientazione fu anticipata ai giocatori con la storia breve La prova dei gemelli (The Test of the Twins) pubblicata sul numero 83 di Dragon (marzo 1984) e seguita da altri racconti brevi sui numeri successivi della rivista. Dragonlance divenne nel giro di un anno un grande successo per la TSR e fu anche grazie ad essa che questa si salvò dalla crisi del 1984.

### Sviluppi successivi
Tra la metà e la fine degli anni ottanta cominciò a svilupparsi una spaccatura tra Weis e Hickman e la TSR. La coppia non si sentiva apprezzata dalla compagnia e quando questa si rifiutò di pubblicare la loro nuova trilogia, il Ciclo di Darksword, si rivolsero alla Bantam Book che la accettò e quindi lasciarono la TSR e smisero di scrivere nuovi romanzi di Dragonlance. La TSR continuò comunque a pubblicare avventure e materiale per Dragonlance, fino al 1993, introducendo anche il nuovo continente di Taladas.
Nel 1995 la TSR decise di ritornare all'ambientazione e richiamò Hickman e Weis, che scrissero il nuovo I draghi dell'estate di fuoco (Dragons of Summer Flame) nel 1996. Originariamente avrebbe dovuto essere una trilogia, ma la TSR decise di far comprimere la storia in un unico libro e il romanzo non ottenne il successo sperato. L'ambientazione fu convertita al SAGA System, un regolamento di gioco di ruolo narrativo basato sulla gestione di risorse mediante l'uso di carte, piuttosto che su tiri di dado, ma nonostante un certo successo critico del nuovo regolamento la TSR era ormai vicina alla chiusura.
La Wizards of the Coast comprò la TSR nel 1997, e Weis and Hickman proposero al nuovo editore la trilogia de La guerra delle anime (War of Souls) che venne pubblicata tra il 2000 e il 2002. Tutti e tre romanzi raggiunsero la New York Times bestseller list, e l'ambientazione ne venne rivitalizzata.
Per il 1998 la trilogia originale aveva venduto oltre tre milioni di copie in tutto il mondo e generato dozzine di seguiti.
Nel 2002 la Wizards of the Coast concesse alla Sovereign Press una licenza per la produzione di materiale di gioco. Inizialmente Margaret Weis e Don Perrin scrissero il nuovo manuale base dell'ambientazione Dragonlance Campaign Setting] (2003) per la Wizards of the Coast, basato sulla terza edizione di Dungeons & Dragons e il d20 System. Quindi la Sovereign Press poté pubblicare manuali d'ambientazione per tutte le principali ere di Dragonlance e una trilogia di moduli ambientata nell'Era dei Mortali.. Il 23 aprile 2007 Weis annunciò che la Wizard of the Coast non avrebbe rinnovato la licenza alla Sovereign Press e che per il termine del 2007 avrebbe dovuto cessare la pubblicazione di materiale dedicato a Dragonlance. Comunque la Wizards concesse di terminare la pubblicazione di una trilogia di avventure che rinnovava il ciclo originale, il cui ultimo volume Dragon of Spring venne pubblicato nel 2008.

## I romanzi
Tracy Hickman e Margaret Weis hanno scritto i libri principali della serie, ma numerosi altri autori contribuirono con romanzi e storie brevi all'ambientazione, tra cui Richard A. Knaak, Douglas Niles, Roger E. Moore, Don Perrin, Jean Rabe, Paul B. Thompson, Tonya C. Cook, Michael Williams, Nancy Varian Berberick e Chris Pierson. Complessivamente oltre 190 romanzi sono ambientati in Dragonlance.
Molti libri sono rimasti inediti in italiano, ma comunque la qualità delle opere sembra diminuire allontanandosi dai due autori principali. Secondo molti critici e fan, anche le raccolte dove campeggia il nome di Margaret Weis come curatrice non possono rivaleggiare con lo stile della coppia Weis/Hickman.

## Gioco di ruolo
La TSR creò Dragonlance come ambientazione per la prima edizione del gioco di ruolo Advanced Dungeons & Dragons (AD&D) nel 1982. L'ambientazione fu inizialmente definita dal materiale contenuto nelle quattordici avventure della serie DL e il primo manuale d'ambientazione Dragonlance Adventures fu pubblicato nel 1987. L'ambientazione fu quindi adattata alla seconda edizione di AD&D.
Alla fine degli anni novanta Dragonlance fu convertita con Dragonlance: Fifth Age all'uso del nuovo regolamento SAGA, che usa carte per determinare il risultato delle azioni invece di dadi, enfatizzando lo sviluppo della trama.
Con la pubblicazione della terza edizione di Dungeons & Dragons, Dragonlance venne nuovamente aggiornata con il nuovo manuale Dragonlance Campaign Setting, pubblicato dalla Wizards of the Coast che girò quindi la responsabilità per la produzione di nuovo materiale alla Sovereign Press di Margaret Weis. Nel 2007 i diritti di Dragonlance tornarono alla Wizards of the Coast.

## Media
Diversi videogiochi sono ambientati nel mondo di Dragonlance, tra cui Heroes of the Lance (1988), Dragons of Flame (1989), War of the Lance (1989), DragonStrike (1990), Shadow Sorcerer (1991), Champions of Krynn (1990), Death Knights of Krynn (1991), e The Dark Queen of Krynn (1992).
La serie ha ispirato alcuni gruppi musicali, tra cui la canzone Wishmaster dall'omonimo album dei Nightwish basata in parte sul rapporto tra Raistlin e Dalamar, rispettivamente maestro e apprendista. Il gruppo metal svedese Lake of Tears ha anche registrato una canzone intitolata Raistlin and the Rose nel loro album del 1997 Crimson Cosmos, mentre il gruppo tedesco Blind Guardian ha scritto The Soulforged, un altro brano ispirato dalla storia di Raistlin, che è apparso nell'album del 2002 A Night at the Opera. Il gruppo danese Pyramaze ha registrato la canzone Caramon's Poem nell'album Immortal del 2008.
Nel 2008 è stato realizzato, direttamente per il mercato home video, il lungometraggio animato Dragonlance: Dragons of Autumn Twilight, basato sul primo romanzo della serie.
Prodotto dalla Toonz Animation, le voci sono di Lucy Lawless, Kiefer Sutherland, Michael Rosenbaum e Michelle Trachtenberg.
Alla fine del 2011 gli Holysoft Studios hanno pubblicato la prima parte di un adattamento audio in tedesco della trilogia delle cronache, annunciando la pubblicazione delle successive trilogie.